# Hofgeismarer Straße 6 (Grebenstein)

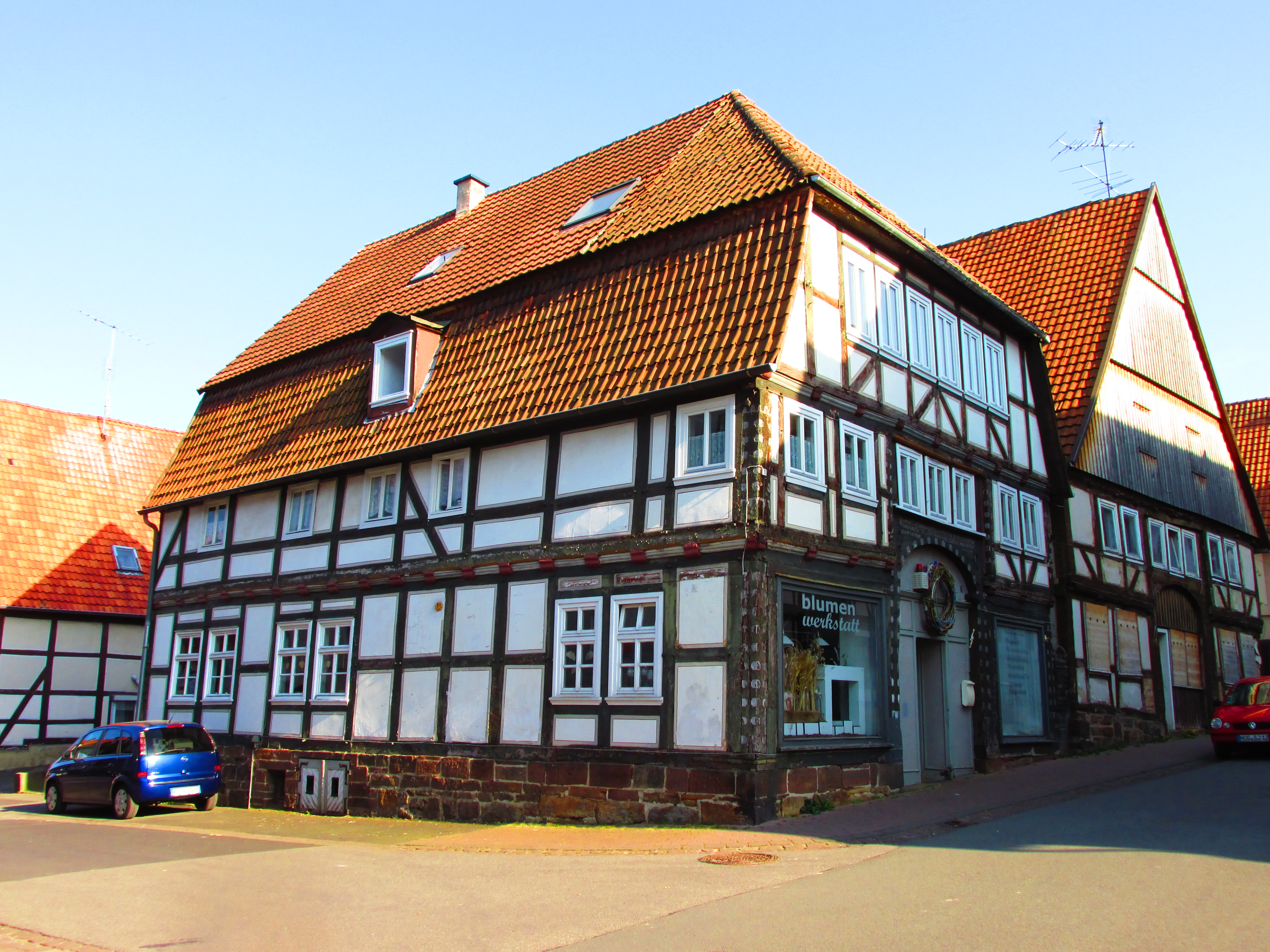
Fachwerkhaus Hofgeismarer Straße 6 in Grebenstein

Das Gebäude Hofgeismarer Straße 6 in Grebenstein, einer Stadt im Landkreis Kassel in Nordhessen, wurde 1717 errichtet. Das Fachwerkhaus an der Ecke zur Unteren Strohstraße ist ein geschütztes Kulturdenkmal.
Der zweigeschossige Rähmbau mit profiliertem Geschossüberstand und geschnitztem Ornament an den Eckständern entspricht dem Typ eines Längsdielenhauses. Im Erdgeschoss erfolgte ein späterer Ladeneinbau. 
Das Dach wurde vermutlich im frühen 19. Jahrhundert zum Mansard-Walmdach umgebaut.  